# Vertexicola caudatus
Vertexicola caudatus är en svampart som beskrevs av K.D. Hyde, S.W. Wong & Ranghoo 2000. Vertexicola caudatus ingår i släktet Vertexicola och familjen Annulatascaceae.  Inga underarter finns listade i Catalogue of Life.